# Троекуров, Борис Иванович
Князь Борис Иванович Троекуров — рында, комнатный стольник, спальник, воевода, окольничий и боярин во времена правления Михаила Фёдоровича и Алексея Михайловича.
Из княжеского рода Троекуровы. Старший сын князя Ивана Фёдоровича Троекурова (ум. 1622).
Имел сестёр:
- Княжна Марина Ивановна — жена Головина Алексея Ивановича (1583—1657).
- Княжна Анастасия Ивановна — жена боярина Стрешнева Ивана Фёдоровича Большого[1].

## Биография

### Служба Михаилу Фёдоровичу
В 1635-1449 годах упоминается в стольниках. В 1635-1644 годах неоднократно в Дворцовых разрядах упоминается в чине рынды с сайдаком на различных военных и богомольных походах в Троице-Сергиев и иные монастыри. Несколько раз упоминается в чине чашника, который пить наливал за государевым столом при приёме датского королевича Вальдемара в Грановитой палате и на иных мероприятиях по приёму послов и посланников.

### Служба Алексею Михайловичу
В 1645 году показан в комнатных стольниках царя Алексея Михайловича, в сентябре при его коронации шёл девятым перед Государём в Успенский собор. В этом же году послан от Государя в Тулу к князю Черкасскому, иным воеводам и ко всем ратным людям с милостивым словом и с жалованием, а в марте назначен воеводой в Крапивне, а по «вестям» велено ему быть в сходе в Ливнах с бояриным князем Одоевским. В 1648 году показан в царских спальниках. При первом бракосочетании царя Алексея Михайловича и Марии Ильиничны Милославской тринадцатый в свадебном поезде, а на другой день восьмой мовник в мыльне с Государём. В ноябре 1649 года послан в Рязань и ближние вокруг него города дворян и детей боярских разбирать, жалование им давать и верстать новиков. В 1651- 1653 годах второй воевода в Казани. В мае 1654 года участвовал в государевом походе против Речи Посполитой, в июне приводил к присяге в верности Государю жителей Дорогобужа, в ноябре пожалован в окольничии и в этот день был у Государя за столом на обеде. В этом же году направлен вперёд для установки станов при богомольных походах царя в Саввино-Сторожевский, Пафнутьево-Боровский и Иосифо-Волоколамский монастыри. В марте 1655 года вновь участвовал в государевом походе против Речи Посполитой. В мае этого же года ехал перед Государём для установки станов в походе из Смоленска. В мае 1656 года приглашён к государеву столу в честь именин царевны Ирины Михайловны. В мае этого же года ехал первым для установки станов в государевом походе из Москвы в Смоленск и в июне из Смоленска под Ригу в походе против шведского короля, за что в июле в Полоцке был приглашён к царскому столу, где пожаловано ему за службу шуба, серебряный кубок и придача к денежному окладу 70 рублей. В августе представлял Государю датского посланника в государевом шатре под Куконосом. В 1657 году на Пасху, именины царевны Ирины Михайловны и в 1658 году был приглашаем в Золотую палату к государеву столу. В марте 1659 году первый судья в Разбойном приказе. В феврале 1661 года оставлен вторым для защиты столицы, на время отсутствия Государя в его богомольном походе в Троице-Сергиев монастырь. В январе 1671 года на втором бракосочетании царя Алексея Михайловича с Наталией Кирилловной Нарышкиной второй в сидячих царициных боярах. В августе этом же года с царём обедал у патриарха Иосафа II в его Столовой келье. В 1672 года пожалован в бояре.
Умер 17 января 1674 года.

## Семья
Жена — Аграфена Михайловна NN (ум. октябрь 1673), имели детей:
- Князь Троекуров Иван Борисович — рында, стольник, воевода, окольничий, начальник Стрелецкого приказа и боярин, женат третьим браком на Анастасии Фёдоровне Лопухиной, сестре царицы Евдокии Фёдоровны.
- Князь Троекуров Дмитрий Борисович — бездетный.